# Camilo Peña Díaz
Camilo Ignacio Peña Díaz (Santiago, Chile, 5 de junio de 1992) es un futbolista chileno. Juega como mediocampista en Deportes Recoleta de la Segunda División Profesional de Chile.

## Trayectoria
Formado en las categorías del Fútbol Formativo de la Universidad Católica.
En 2011 es promovido al primer equipo. Juega en varias oportunidades en la Copa Chile 2011, convirtiendo un gol en la victoria 2-0 de la Universidad Católica ante Club de Deportes Naval de Talcahuano, ha militado también en Trasandino de Los Andes y en Deportes Santa Cruz.

## Selección nacional

### Sudamericano Sub-17 de 2009
Es nominado para jugar el Sudamericano Sub-17 de 2009, realizado en la ciudad de Iquique en Chile.

## Clubes
| Club                    | País  | Año       |
| ----------------------- | ----- | --------- |
| Universidad Católica    | Chile | 2011-2012 |
| Trasandino de Los Andes | Chile | 2013      |
| Universidad Católica    | Chile | 2013      |
| Trasandino de Los Andes | Chile | 2014-2015 |
| Deportes Santa Cruz     | Chile | 2015-2017 |
| Deportes Recoleta       | Chile | 2017-Act. |

## Palmarés

### Campeonatos nacionales
| Título     | Club                      | País  | Año  |
| ---------- | ------------------------- | ----- | ---- |
| Copa Chile | C.D. Universidad Católica | Chile | 2011 |